# GU-Racing
GU-Racing ist ein deutsches Rennteam im Besitz von Günther Unterreitmeier. Die Teamgründung fand 2003 statt. Das Team wurde in Folge 117: Mit welcher Formel gehts zum Rennen? von Willi wills wissen gezeigt.

## Geschichte
Das Team hat an mehreren Serien teilgenommen. Dies sind unter anderem die Superleague Formula mit Olympiacos CFP und FC Basel 1893. Es führte auch das A1 Team Deutschland in den A1 Grand Prix. Das Team nahm auch an den Rennen der Formel-3-Euroserie Formel BMW und Formel Renault erfolgreich teil.